# 베이커 스케이트보드
베이커 스케이트보드(Baker Skateboards)는 프로 스케이트보더 앤드류 레이놀즈와 최초 설립자인 제이 스트릭랜드가 2000년에 만든 스케이트보드 회사다. 주요 제품은 데크와 휠이다.

## 역사
2000년 앤드류 레이놀즈는 자신이 버드하우스의 이미지와 맞지 않는다고 느껴서 그 팀을 떠나고 제이 스트릭랜드와 베이커를 시작했는데, 블리츠디스트리뷰션을 투자자로서 함께였다 블리츠는 버드하우스의 설립자 토니호크와 퍼웰린더가 그들의 상품을 분산하기 위해서 세운 것이다.
2002년 2월, 레이놀즈의 50퍼센트 지분에 의한 상품을 만들라는 스트릭랜드의 압박에, 레이놀즈는 블리츠가 지분을 가지고 있었는데 자기가 독점하기 위해 베이커의 주식들을 사들였다. 베이커는 블리츠 디스트리뷰션의 멤버를 여전히 가지고 있다. 레이놀즈의 스트릭랜드에게 한 약속을 완전히 지키진 못했고, 스트릭랜드는 그의 회사, NHS inc아래있는, 베이커3풀랭스비디오(그 비디오는 베이커에 순간적으로 엄청난 이익이되었다)가 발매되어 2005년 망한 부틀렉 스케이트보즈(스트릭랜드의 첫 비디오, 베이커가 설립되기 2년전에 발매된 베이커-부틀렉에서 따온 이름)에 집중하기 위해 베이커를 떠났다.
2008년 베이커의 새 프로모비디오 베이커 해즈 어 데스와이즈가 누출되었다. 그저 프로모 비디오 였음에도 불구하고 베이커와 데스와이즈의 모든 프로와 거의 모든 아마추어들의 파트를 나타냈고, 한시간이 넘는 시간으로 베이커3와 베이커2G를 능가했다.

## 구성원
- 앤드루 레이놀즈(Andrew Reynolds)
- 더스틴 돌린(Dustin Dollin)
- 제프 레노스(Jeff Lenoce)
- 케빈 "스팽키" 롱(Kevin "Spanky" Long)
- 브라이언 허만(Bryan Herman)
- 레오 로메로(Leo Romero)
- 테리 케네디(Terry Kennedy)
- 브레이든 스자프란스키(Braydon Szafranski)
- 저스틴 "피기" 피게로아(Justin "Figgy" Figueroa)
- 새미 바카(Sammy Baca)
- 띠오시스 비즐리(Theotis Beasley)
- 라이언 윌리엄스(Ryan Williams)
- 엔젤 콜론(Angel Colon)
- 윌 모커스(Will Mokus)
- 앤드류 시모네(Andrew Simone)
- 리키 휴슨(Ricky huson)

### 데스위시 스케이트보드
데스위시 스케이트보드는 베이커 스케이트보드의 자매회사다. 그 스케이트 팀은 보통 베이커 스케이트보드의 프로 짐 그레코와 에릭 엘링턴에 의해 선택된다. 마이크 리자드킹 플럼브는 그 팀에서 프로가 되기로 확정되어있다. 프로팀은 엘링턴, 그레코, 딕슨, 그리고 리자드 킹이 될 것이다. 브라이언 슬래쉬 한센, 라미로 포비 살세도, 그리고 알버트 마드리드는 아마추어팀이 되라고 했다.
데스위시는 베이커보이즈디스트리뷰션에서 파생되어 나왔는데, 실제 회사인 베이커와는 다르다.
- 짐 그레코(Jim Greco)
- 에릭 엘링턴(Erik Ellington)
- 앙투안 딕슨(Antwuan Dixon)
- 리자드 킹(Lizard King)
- 퍼비(Furby)
- 구스타보 팔라벨라(Gustavo Falabella)
- 알버트 마드리드(Albert Madrid)